# Provincia de Cà Mau
Ca Mau (en vietnamita: Cà Mau) es una de las provincias que conforman la organización territorial de la República Socialista de Vietnam.

## Geografía
Ca Mau se localiza en la región del Delta del Río Mekong (Đồng bằng sông Cửu Long). La provincia mencionada posee una extensión de territorio que abarca una superficie de 5.201,5 kilómetros cuadrados.

## Demografía
La población de esta división administrativa es de 1.219.400 personas (según las cifras del censo realizado en el año 2005). Estos datos arrojan que la densidad poblacional de esta provincia es de 234,43 habitantes por cada kilómetro cuadrado.

## Economía
Al estar rodeada por el mar en tres lados, la pesca es una industria importante en la provincia de Ca Mau. Una extensa red de canales también es compatible con un fuerte sector agrícola, además cuenta con medios de transporte muy buenos. La reserva de biosfera de U Minh y Mui Ca Mau, el punto más meridional de Vietnam, sirven también como importantes destinos turísticos. El Parque Nacional Mũi Cà Mau está situado en Mui Ca Mau.